# Les Graulges
Les Graulges är en kommun i departementet Dordogne i regionen Nouvelle-Aquitaine i sydvästra Frankrike. Kommunen ligger i kantonen Mareuil som tillhör arrondissementet Nontron. År 2018 hade Les Graulges 59 invånare.

## Befolkningsutveckling
Antalet invånare i kommunen Les Graulges
Referens:INSEE